# Ardenvoir
Ardenvoir az Amerikai Egyesült Államok északnyugati részén, Washington állam  elhelyezkedő önkormányzat nélküli település, egykori bányászközösség.

## Éghajlat
A település éghajlata meleg nyári kontinentális (a Köppen-skála szerint Dfb).
| Hónap                         | Jan.  | Feb.  | Már.  | Ápr.  | Máj. | Jún. | Júl. | Aug. | Szep. | Okt.  | Nov.  | Dec.  | Év    |
| ----------------------------- | ----- | ----- | ----- | ----- | ---- | ---- | ---- | ---- | ----- | ----- | ----- | ----- | ----- |
| Rekord max. hőmérséklet (°C)  | 12,8  | 17,2  | 23,9  | 31,1  | 36,1 | 42,8 | 41,7 | 40,0 | 37,8  | 31,1  | 21,1  | 15,6  | 42,8  |
| Átlagos max. hőmérséklet (°C) | 1,7   | 5,6   | 12,2  | 17,2  | 21,7 | 25,6 | 30,0 | 30,6 | 25,6  | 17,2  | 7,2   | 1,1   | 16,4  |
| Átlagos min. hőmérséklet (°C) | −5,8  | −3,9  | −0,6  | 2,2   | 5,6  | 8,9  | 11,7 | 11,7 | 7,8   | 2,8   | −1,7  | −6,1  | 2,8   |
| Rekord min. hőmérséklet (°C)  | −25,0 | −22,8 | −12,8 | −10,6 | −6,7 | −3,9 | −2,8 | −3,3 | −7,8  | −11,7 | −20,0 | −26,7 | −26,7 |
| Átl. csapadékmennyiség (mm)   | 46    | 35    | 28    | 17    | 23   | 21   | 8    | 7    | 10    | 24    | 54    | 61    | 334   |
| Forrás: The Weather Channel   |       |       |       |       |      |      |      |      |       |       |       |       |       |

## Fordítás
Ez a szócikk részben vagy egészben  az   Ardenvoir, Washington című angol Wikipédia-szócikk ezen változatának fordításán alapul.  Az eredeti cikk szerkesztőit annak laptörténete sorolja fel. Ez a jelzés csupán a megfogalmazás eredetét és a szerzői jogokat jelzi, nem szolgál a cikkben szereplő információk forrásmegjelöléseként.